# Finan
Finan z Lindisfarne – żyjący na przełomie VI/VII wieku święty katolicki, biskup.
Istnieją zapiski hagiograficzne opisujące blisko dziesięć postaci świętych noszących to imię. Jednak nie można zweryfikować historyczności tych postaci gdyż w okresie średniowiecza kopiści, a także późniejsi badacze dopuścili się błędów mieszając imię Finan z imionami Finian, Findian i Fridian. Mimo iż brak źródeł historycznych potwierdzających pochodzenie Finana uważany jest za Irlandczyka.
Został mnichem w klasztorze św. Kolumbana na wyspie Iona, a po śmierci św. Aidana powierzono mu w 651 roku sakrę Lindisfarne. Na stolicy biskupiej prowadził energiczną działalność ewangelizacyjną sięgającą po środkową Anglię i hrabstwo Essex. Jego zasłudze przypisywane są liczne nawrócenia i ochrzczenia. Fnian wyświęcił pierwszego biskupa Mercji i zlecił misję św. Wilfrydowi, której owocem stało się dostosowanie obrzędów do rzymskich mimo iż sam w wielu dyskusjach bronił tradycji celtyckich. Zapamiętany został z gorliwej wiary, rozwagi, mądrości jako budowniczy kościołów i klasztorów. Zmarł w opinii świętości pomiędzy 658 a 660 rokiem.

## Dzień obchodów
Finana wspominano 9 stycznia (za Bucelinem), 16, 17 i 23 lutego oraz 18 marca, a także 9 lub 17 lutego.